# Jay Rock
Jay Rock de son vrai nom Johnny Reed McKinzie, Jr., né le 31 mars 1985 à Los Angeles en Californie, est un rappeur américain. Il est membre du collectif Black Hippy. Jay Rock grandit à Watts dans le sud de Los Angeles. Il signe au label Top Dawg Entertainment (TDE) en 2005, puis avec Warner Bros. Records et Asylum Records.

## Biographie

### Jeunesse et débuts (1986–2007)
Jay Rock grandi à Watts dans le sud de Los Angeles, dans les logements populaire de Nickerson Gardens. Très jeune, il devient membre des Bounty Hunter Bloods. Il étudie au lycée Locke High School de Los Angeles. Durant son adolescence, il se retrouve deux fois en prison, à cause de son appartenance à un gang .
En 2005, alors qu'il rappe, il est repéré par Anthony « Top Dawg » Tiffith, PDG du label indépendant Top Dawg Entertainment, celui-ci le signe alors sur son label. Jay Rock réalise alors plusieurs mixtapes qu'il vend dans la rue ou sur Internet, et signe un contrat avec Asylum Records, qu'il quittera plus tard pour rejoindre Warner Bros. Records en 2007 . Jay Rock fait une apparition sur l'album Free at Last du rappeur de Oakland Yukmouth, sur le morceau The Life. Son premier single intitulé All My Life (In the Ghetto) est publié en 2008 et composé avec Lil Wayne et will.i.am. Le clip officiel est tourné à Watts, et fait participer de Kendrick Lamar et Ab-Soul. En 2010, il est choisi par le magazine XXL pour figurer sur la liste des freshmen de l'année 2010 aux côtés de J. Cole, Wiz Khalifa ou encore Big Sean. Il est aussi nommé par MTV comme un des rappeurs les plus prometteurs de l'année. Il fait une apparition sur le morceau Hoodie, du chanteur Omarion.
En 2010, il livre deux mixtapes : Tales From the Hood 2 et From the Hood to the Cover of XXL. Il participe à la tournée The Invitation Tour du rappeur 50 Cent. Au même moment, il quitte Warner Bros, ces derniers ayant repoussé puis annulé la sortie de son album. Il signe alors un contrat de plusieurs albums avec le label fondé par Tech N9ne Strange Music. Jay participe à la tournée Independent Grind National Tour, avec Tech N9ne, E-40, Glasses Malone, Kutt Calhoun et Kendrick Lamar. Fin 2010, il publie la mixtape Black Friday.

### Follow Me Homeet deuxième album (depuis 2011)
Le 21 juin 2011, Jay Rock publie son deuxième single accompagné par Kendrick Lamar intitulé Hood Gone Love It. Son premier album, Follow Me Home, est publié le 26 juillet 2011 sous les labels indépendant Top Dawg Entertainment et Strange Music. L'album se classe en 83e position du Billboard 200 se vendant à 5 300 exemplaires la première semaine. Le morceau Hood Gone Love It est choisi comme bande son pour la première bande annonce du jeu vidéo Grand Theft Auto V, la chanson est également présente dans le jeu.
En 2012, Jay Rock effectue une tournée avec les membres du collectif Black Hippy dont il fait partie avec Lamar, Ab-Soul et Schoolboy Q et le rappeur Stalley . Il est invité pour l'album Good Kid, M.A.A.D City de son ami Kendrick Lamar, sur le morceau Money Trees, son couplet est acclamé par la critique; le magazine complex le cite comme l'un des meilleurs couplet des cinq dernières années . Fin 2013, Jay Rock annonce qu'il compte publier son deuxième album en 2014. En septembre 2014, Tech N9ne annonce que Jay Rock aurait décidé de quitter Strange Music . Le premier extrait de son second album Pay For It parait le 29 octobre 2014. Il est accompagné de Kendrick Lamar et Chantal Kreviazuk.
En juin 2015, Jay Rock publie le morceau Money Trees Deuce, qui est une suite du morceau Money Trees, présent sur l'album Good Kid, M.A.A.D City de Kendrick Lamar.
Le 15 février 2016, Jay Rock est victime d'un grave accident de moto, mais d'après son entourage, il a très vite récupérer de cet accident malgré beaucoup d'os cassés. Jay Rock est opéré avec succès, et est finalement sorti de l'hôpital,,,. En mars 2016, Jay Rock apparait également dans le dernier album de Kendrick Lamar, Untitled unmastered.

## Discographie

### Albums studio
- 2011 : Follow Me Home
- 2015 : 90059
- 2018 : Redemption

### Singles
- 2011 : All My Life (In the Ghetto) avec Lil Wayne & will.i.am (Follow Me Home)
- 2011 : Hood Gone Love It avec Kendrick Lamar (Follow Me Home)
- 2014 : Pay For It avec Kendrick Lamar & Chantal
- 2014 : Parental Advisory
- 2015 : Money Trees Deuce (90059)

### Singles collaboratifs
- 2012 : Lust Demons Ab-Soul feat. Jay Rock & BJ the Chicago Kid (Control System)
- 2012 : Money Trees Kendrick Lamar feat. Jay Rock (Good Kid, M.A.A.D City)
- 2014 : I Just Wanna Party YG feat. ScHoolboy Q & Jay Rock (My Krazy Life)
- 2014 : Feelin' Us Ab-Soul feat. Jay Rock & RaVaughn (These Days...)